# Honoré Vial
Pour les articles homonymes, voir Vial.
Honoré Vial, né le 22 février 1766 à Antibes dans les Alpes-Maritimes et tué le 18 octobre 1813 à la bataille de Leipzig, est un général français de la Révolution et de l’Empire.

## Biographie
Le 12 avril 1792, Honoré Vial quitte la marine, où il sert depuis le 5 octobre 1788, pour passer en qualité de sous-lieutenant dans le 26e régiment d'infanterie. Lieutenant le 16 novembre, il se trouve à la défense de Bastia et remplit les fonctions d'aide de camp provisoire du général Rochon le 10 ventôse an II. Attaché au même titre au général Delmas le 12 messidor, il fait la campagne de Hollande, se distingue à la prise du fort Harten et est nommé capitaine dans le 1er régiment de cavalerie le 23 vendémiaire an III.
Fait adjudant-général chef de brigade par les représentants en mission à l'armée du Nord le 20 frimaire et confirmé le 7 pluviôse, il sert à l'armée d'Italie. Le général en chef Bonaparte le nomme général de brigade le 16 frimaire an V. Le 25 nivôse, à la tête des 4e, 17e et 22e demi-brigades légères, soutenues par l'infanterie de ligne, il attaque l'avant-garde des Autrichiens avant le jour et la force à se replier en désordre sur San-Giovanni et Gambaron. Il assiste également aux batailles de Rivoli et de la Favorite ; le général Bonaparte, dans son rapport au Directoire, le signale comme s'étant particulièrement distingué. Dans la nuit du 25 au 26 nivôse, il reprend le poste de Saint-Marco et dispute le lendemain, pendant douze heures, les hauteurs à l'ennemi. Il donne ainsi le temps à une colonne française de tourner les Autrichiens et de s'emparer de la Corona. Quelques jours après, il enlève à la baïonnette les redoutes de Saint-Michel, fait prisonnier 500 hommes et 12 officiers. Il chasse ensuite les Autrichiens de la ville de Trente, les poursuit sur les bords du Lavis et force 800 hommes à mettre bas les armes.

« On ne saurait, disait le général en chef Bonaparte dans son rapport, donner trop d'éloges aux 4e et 17e demi-brigades que commande le brave général Vial. »

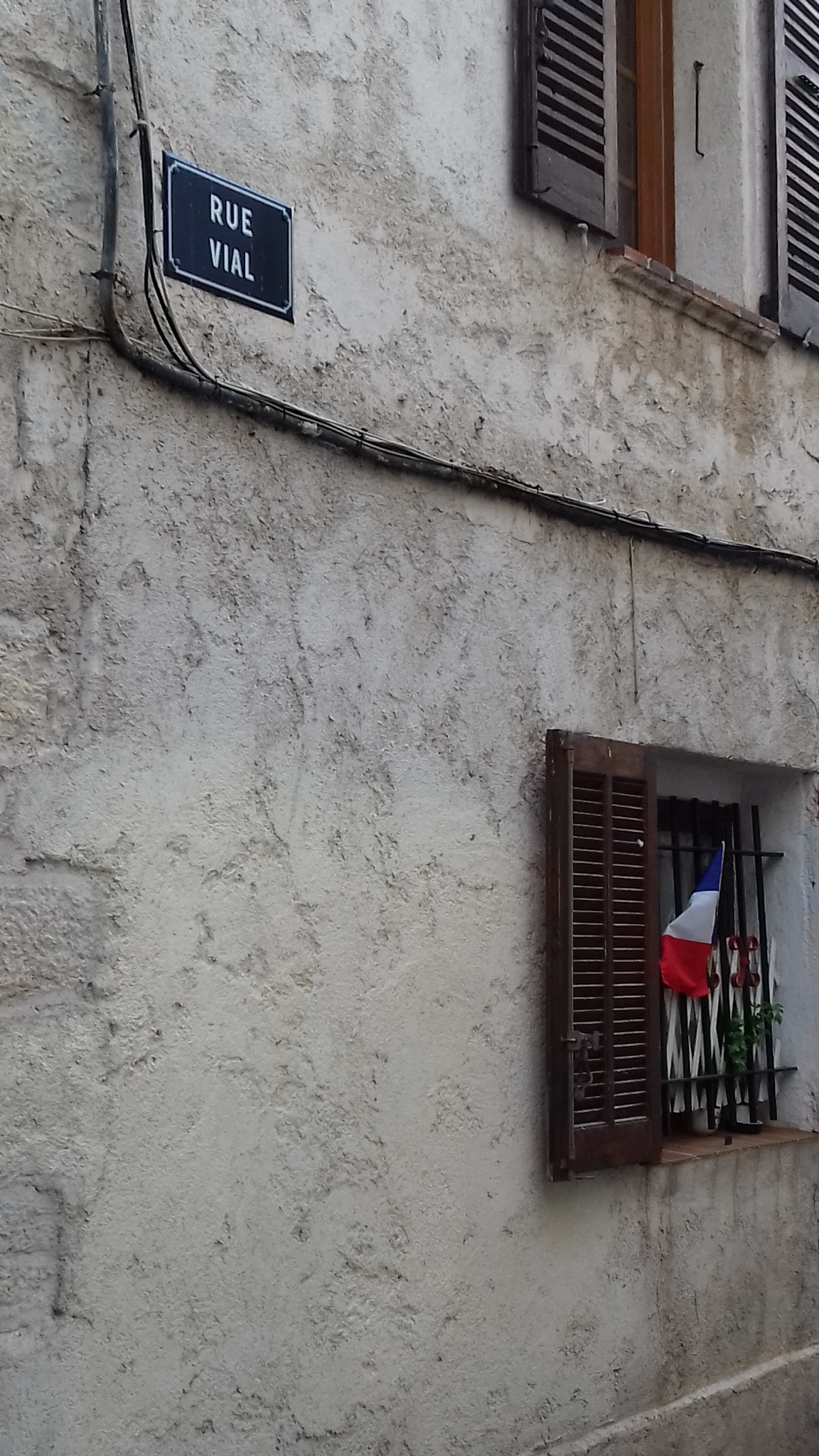
Rue Vial à Antibes

Le 3 germinal, à l'attaque du village de Tramin, il s'empare du pont de Neumarck et traverse l'Adige pour empêcher les Impériaux de se retirer sur Bozen. Appelé au commandement de Rome et en butte à l'hostilité de la population, il parvient à réprimer les séditions et à en imposer aux factieux. En l'an VI, il passe à l'armée d'Orient et y soutient sa brillante réputation. Le général Menou ayant été blessé à la prise d'Alexandrie, il prend le commandement de la division et contribue puissamment à la victoire des Pyramides. À Schouara, il fait des prodiges de valeur et défait avec 500 hommes 10 000 Turcs. Dans l'expédition de Syrie, il bat constamment l'ennemi et montre une intrépidité peu commune au siège de Saint-Jean-d'Acre. Rentré en France par ordre du 11 frimaire an VIII, il est mis en non-activité le 1er vendémiaire an X. Envoyé à Malte comme ministre plénipotentiaire le 26 floréal, il obtient le grade de général de division le 9 fructidor an XI. Nommé membre de la Légion d'honneur le 19 frimaire an XII et commandant de l'ordre le 25 prairial, il se rend en Suisse en qualité d'ambassadeur et y reste jusqu'à la fin de 1808. Le 23 mars 1809, il fait partie de l'armée d'Italie et l'Empereur lui confie le commandement de la place de Venise. Voici les termes du décret du 11 avril :

« La place de Venise étant en état de siège, armée, approvisionnée, à l'abri de toute attaque, pouvant soutenir un siège et résister à un long blocus, nous avons résolu de nommer pour commander cette place un officier d'une bravoure distinguée, et dont nous aurions éprouvé le zèle et la fidélité dans maints combats ;
Nous avons pris en considération les services du sieur Vial, général de division de nos armées, et nous l'avons nommé et nommons par ces présentes, signées de notre main, commandant de notre place de Venise en état de siège, etc… »

Le 28 septembre, il prend le commandement de la division réunie à Trente et obtient un congé le 23 août 1810. Le 13 mars 1811, il commande la 18e division militaire à Dijon et reçoit le titre de baron de l'Empire. Le 3 avril 1813, il commande la 6e division du IIe corps de la Grande Armée. Il est tué à la bataille de Leipzig le 18 octobre suivant, emportant les regrets sincères de l'Empereur et de l'armée.

## Généalogie
Fils de Sébastien Vial, procureur du Roi et de Blanche Rigues il est le frère du général Jacques Laurent Louis Augustin Vial.

## Armoiries
| Figure | Blasonnement |
| ------ | --- |
|        | Armes du baron Honoré Vial et de l'Empire Coupé : au I, parti d'azur à une ancre d'or tortillée d'un câble d'argent, et des barons militaires ; au II d'or à une colonne de granit sommée d'une lion de sable et accostée de deux pyramides aussi de granit.,. |

## Distinctions
- Il fait partie des 660 personnalités à avoir son nom gravé sous l'arc de triomphe de l'Étoile. Il apparaît sur la 27e colonne (l’Arc indique VIAL).